# Criollas de Caguas 2025
Questa voce raccoglie le informazioni riguardanti le Criollas de Caguas nella stagione 2025.

## Stagione
Le Criollas de Caguas disputano la Liga de Voleibol Superior Femenino, classificandosi al primo posto in regular season: accedono direttamente alle semifinali dei play-off scudetto, dove eliminano in sei gare le Mets de Guaynabo, andando poi a conquistare il quindicesimo scudetto della propria storia ai danni delle Cangrejeras de Santurce in altrettanti giochi.

## Organigramma societario
Area direttiva
- Presidente: Francisco Ramos

Area tecnica
- Allenatore: Juan Carlos Nuñez

## Rosa
| N° | Nome                   | Ruolo | Data di nascita   | Nazionalità sportiva |
| -- | ---------------------- | ----- | ----------------- | -------------------- |
| 4  | Raymariely Santos      | P     | 13 aprile 1992    | Porto Rico           |
| 3  | Julie Oliveira         | O     | 1º aprile 1995    | Francia              |
| 3  | Lauren Matthews        | O     | 2 gennaio 2000    | Stati Uniti          |
| 5  | Ana Sofía Jusino       | C     | 5 gennaio 1994    | Porto Rico           |
| 6  | Stephanie Enright      | S     | 15 dicembre 1990  | Porto Rico           |
| 7  | Sofía Victoriá         | S     | 3 maggio 2002     | Porto Rico           |
| 8  | Kristin Lux            | S     | 20 febbraio 2000  | Stati Uniti          |
| 9  | Karelys Otero          | L     | 17 settembre 1999 | Porto Rico           |
| 10 | Diana Reyes            | C     | 29 aprile 1993    | Porto Rico           |
| 11 | Kathia Sánchez         | P     | 29 novembre 1995  | Porto Rico           |
| 12 | Katherine Bell         | O     | 5 marzo 1993      | Stati Uniti          |
| 13 | Paulina Pérez          | S     | 12 marzo 2000     | Porto Rico           |
| 14 | Temitayo Thomas-Ailara | S     | 4 dicembre 2000   | Stati Uniti          |
| 15 | Ivania Ortiz           | S     | 15 luglio 1999    | Porto Rico           |
| 20 | Okiana Valle           | L     | 29 agosto 1997    | Porto Rico           |
| 18 | Alba Hernández         | C     | 3 ottobre 1994    | Porto Rico           |

## Mercato
| Acquisti                               | Acquisti               | Acquisti             | Acquisti   |
| R.                                     | Nome                   | da                   | Modalità   |
| -------------------------------------- | ---------------------- | -------------------- | ---------- |
| S                                      | Stephanie Enright      | Levallois Paris      | definitivo |
| C                                      | Alba Hernández         | VKP Bratislava       | definitivo |
| C                                      | Ana Sofía Jusino       | -                    | definitivo |
| S                                      | Kristin Lux            | Mondovì              | definitivo |
| S                                      | Ivania Ortiz           | Columbus Fury        | definitivo |
| L                                      | Karelys Otero          | Pinkin de Corozal    | definitivo |
| S                                      | Paulina Pérez          | Terville Florange    | definitivo |
| P                                      | Raymariely Santos      | Columbus Fury        | definitivo |
| L                                      | Okiana Valle           | Atenienses de Manatí | definitivo |
| S                                      | Sofía Victoriá         | UC Los Angeles       | definitivo |
| Trasferimenti nel corso della stagione |                        |                      |            |
| O                                      | Katherine Bell         | LOVB Austin          | definitivo |
| O                                      | Lauren Matthews        | RC Cannes            | definitivo |
| O                                      | Julie Oliveira         | AEK Atene            | definitivo |
| S                                      | Temitayo Thomas-Ailara | LOVB Madison         | definitivo |

| Cessioni                               | Cessioni           | Cessioni                | Cessioni   |
| R.                                     | Nome               | a                       | Modalità   |
| -------------------------------------- | ------------------ | ----------------------- | ---------- |
| C                                      | Alejandra Argüello | Mets de Guaynabo        | definitivo |
| C                                      | Janice Leao        | Columbus Fury           | definitivo |
| S                                      | Haley Bush         | -                       | ritirata   |
| S                                      | Chareika Carrión   | Atenienses de Manatí    | definitivo |
| S                                      | Lyansca Correa     | Cangrejeras de Santurce | definitivo |
| S                                      | Breana Edwards     | AEK Atene               | definitivo |
| L                                      | Gina Rivera        | -                       | ritirata   |
| P                                      | Minelis Rivera     | Cangrejeras de Santurce | definitivo |
| S                                      | Nia Robinson       | Cheseaux                | definitivo |
| L                                      | Dalianliz Rosado   | Atenienses de Manatí    | definitivo |
| Trasferimenti nel corso della stagione |                    |                         |            |
| O                                      | Lauren Matthews    | -                       | svincolata |
| O                                      | Julie Oliveira     | -                       | svincolata |

## Risultati

### LVSF

#### Regular season
| 17 gennaio 2025 Coliseo Roger L. Mendoza, Caguas       | Criollas de Caguas      | 3 - 1 | Valencianas de Juncos   | 25-20, 23-25, 25-17, 25-19        |
| 19 gennaio 2025 Coliseo Juan Aubín Cruz Abreu, Manatí  | Atenienses de Manatí    | 1 - 3 | Criollas de Caguas      | 25-18, 24-26, 23-25, 18-25        |
| 24 gennaio 2025 Coliseo Roger L. Mendoza, Caguas       | Criollas de Caguas      | 3 - 0 | Changas de Naranjito    | 25-10, 25-9, 25-13                |
| 26 gennaio 2025 Coliseo Roberto Clemente, San Juan     | Cangrejeras de Santurce | 3 - 0 | Criollas de Caguas      | 19-25, 15-25, 16-25               |
| 30 gennaio 2025 Coliseo Mario Morales, Guaynabo        | Mets de Guaynabo        | 3 - 0 | Criollas de Caguas      | 25-17, 25-21, 25-20               |
| 1º febbraio 2025 Coliseo Rafael Amalbert, Juncos       | Valencianas de Juncos   | 1 - 3 | Criollas de Caguas      | 25-23, 24-26, 31-33, 23-25        |
| 5 febbraio 2025 Coliseo Roger L. Mendoza, Caguas       | Criollas de Caguas      | 3 - 1 | Atenienses de Manatí    | 25-9, 25-22, 23-25, 26-24         |
| 7 febbraio 2025 Coliseo Roger L. Mendoza, Caguas       | Criollas de Caguas      | 3 - 1 | Changas de Naranjito    | 21-25, 25-20, 26-24, 25-21        |
| 13 febbraio 2025 Coliseo Roger L. Mendoza, Caguas      | Criollas de Caguas      | 3 - 1 | Mets de Guaynabo        | 16-25, 25-22, 25-13, 25-11        |
| 15 febbraio 2025 Coliseo Roger L. Mendoza, Caguas      | Criollas de Caguas      | 3 - 0 | Valencianas de Juncos   | 25-23, 25-17, 28-26               |
| 20 febbraio 2025 Coliseo Juan Aubín Cruz Abreu, Manatí | Atenienses de Manatí    | 1 - 3 | Criollas de Caguas      | 24-26, 22-25, 25-14, 20-25        |
| 22 febbraio 2025 Coliseo Gelito Ortega, Naranjito      | Changas de Naranjito    | 3 - 2 | Criollas de Caguas      | 25-22, 25-22, 20-25, 22-25, 15-10 |
| 27 febbraio 2025 Coliseo Roberto Clemente, San Juan    | Cangrejeras de Santurce | 1 - 3 | Criollas de Caguas      | 24-26, 25-22, 22-25, 23-25        |
| 5 marzo 2025 Coliseo Rafael Amalbert, Juncos           | Valencianas de Juncos   | 1 - 3 | Criollas de Caguas      | 25-23, 22-25, 25-27, 20-25        |
| 6 marzo 2025 Coliseo Roger L. Mendoza, Caguas          | Criollas de Caguas      | 1 - 3 | Atenienses de Manatí    | 23-25, 17-25, 27-25, 25-27        |
| 9 marzo 2025 Coliseo Gelito Ortega, Naranjito          | Changas de Naranjito    | 3 - 1 | Criollas de Caguas      | 28-26, 25-20, 18-25, 29-27        |
| 11 marzo 2025 Coliseo Mario Morales, Guaynabo          | Mets de Guaynabo        | 1 - 3 | Criollas de Caguas      | 26-28, 25-27, 25-21, 26-28        |
| 13 marzo 2025 Coliseo Roger L. Mendoza, Caguas         | Criollas de Caguas      | 1 - 3 | Cangrejeras de Santurce | 21-25, 25-21, 16-25, 23-25        |
| 15 marzo 2025 Coliseo Roger L. Mendoza, Caguas         | Criollas de Caguas      | 3 - 2 | Mets de Guaynabo        | 21-25, 25-20, 14-25, 25-17, 15-13 |
| 22 marzo 2025 Coliseo Roger L. Mendoza, Caguas         | Criollas de Caguas      | 3 - 0 | Cangrejeras de Santurce | 25-23, 25-18, 25-19               |

#### Play-off
| Semifinali (gara 1) - 4 aprile 2025 Coliseo Roger L. Mendoza, Caguas  | Criollas de Caguas      | 3 - 1 | Mets de Guaynabo        | 25-19, 15-25, 26-24, 25-23       |
| Semifinali (gara 2) - 6 aprile 2025 Coliseo Mario Morales, Guaynabo   | Mets de Guaynabo        | 3 - 1 | Criollas de Caguas      | 25-17, 28-26, 20-25, 25-18       |
| Semifinali (gara 3) - 8 aprile 2025 Coliseo Roger L. Mendoza, Caguas  | Criollas de Caguas      | 3 - 1 | Mets de Guaynabo        | 25-21, 26-24, 22-25, 25-16       |
| Semifinali (gara 4) - 10 aprile 2025 Coliseo Mario Morales, Guaynabo  | Mets de Guaynabo        | 3 - 1 | Criollas de Caguas      | 20-25, 25-17, 25-22, 25-15       |
| Semifinali (gara 5) - 12 aprile 2025 Coliseo Roger L. Mendoza, Caguas | Criollas de Caguas      | 3 - 0 | Mets de Guaynabo        | 25-23, 29-27, 25-13              |
| Semifinali (gara 6) - 17 aprile 2025 Coliseo Mario Morales, Guaynabo  | Mets de Guaynabo        | 1 - 3 | Criollas de Caguas      | 19-25, 25-20, 20-25, 24-26       |
| Finale (gara 1) - 24 aprile 2025 Coliseo Roberto Clemente, San Juan   | Cangrejeras de Santurce | 3 - 2 | Criollas de Caguas      | 23-25, 25-13, 25-20, 24-26, 15-7 |
| Finale (gara 2) - 26 marzo 2025 Coliseo Roger L. Mendoza, Caguas      | Criollas de Caguas      | 3 - 0 | Cangrejeras de Santurce | 25-22, 25-22, 25-17              |
| Finale (gara 3) - 27 aprile 2025 Coliseo Roger L. Mendoza, Caguas     | Criollas de Caguas      | 3 - 0 | Cangrejeras de Santurce | 25-22, 25-21, 25-23              |
| Finale (gara 4) - 29 marzo 2025 Coliseo Roberto Clemente, San Juan    | Cangrejeras de Santurce | 0 - 3 | Criollas de Caguas      | 25-27, 18-25, 24-26              |
| Finale (gara 5) - 30 aprile 2025 Coliseo Roger L. Mendoza, Caguas     | Criollas de Caguas      | 0 - 3 | Cangrejeras de Santurce | 18-25, 21-25, 21-25              |
| Finale (gara 6) - 2 maggio 2025 Coliseo Roberto Clemente, San Juan    | Cangrejeras de Santurce | 1 - 3 | Criollas de Caguas      | 25-23, 23-25, 13-25, 21-25       |

## Statistiche

### Statistiche di squadra
| Competizione | Punti | In casa | In casa | In casa | In trasferta | In trasferta | In trasferta | Totale | Totale | Totale |
| Competizione | Punti | G       | V       | P       | G            | V            | P            | G      | V      | P      |
| ------------ | ----- | ------- | ------- | ------- | ------------ | ------------ | ------------ | ------ | ------ | ------ |
| LVSF         | 45    | 16      | 13      | 3       | 16           | 9            | 7            | 32     | 22     | 10     |
| Totale       | -     | 16      | 13      | 3       | 16           | 9            | 7            | 32     | 22     | 10     |

G = partite giocate; V = partite vinte; P = partite perse

### Statistiche dei giocatori
Dati non disponibili.